# Marco Servílio Fabiano Máximo
Marco Servílio Fabiano Máximo foi um senador romano, que foi ativo durante os reinados de Antonino Pio e Marco Aurélio. Ele foi cônsul em um nundínio em meados de 158 com Quinto Jálio Basso como seu colega.
Um nativo do norte da África, Máximo era o irmão mais novo de Marco Servílio Silano, cônsul em 152 e parente de Quinto Servílio Pudente, cunhado do imperador Lúcio Vero.